# 1053 Вігдіс
1053 Вігдіс (1053 Vigdis) — астероїд головного поясу, відкритий 16 листопада 1925 року.
Тіссеранів параметр щодо Юпітера — 3,386.